# Charaxes albimaculatus
Charaxes albimaculatus is een vlinder uit de familie van de Nymphalidae. De wetenschappelijke naam van de soort is voor het eerst geldig gepubliceerd in 1972 door Van Someren.